# Problèmes de passage de rivière

Problème du loup, de la chèvre et du chou.

Les problèmes de passage de rivière sont des exercices relevant de jeux mathématiques ou de réflexions. Certains sont très anciens, tels ceux posés au VIIIe siècle par l'abbé de Cantorbéry, Alcuin, dont le plus connu est le problème du loup, de la chèvre et des choux. Plus récemment, au XVIIIe siècle, les habitants de Koenigsberg, en Prusse-Orientale, se demandèrent s'il était possible de passer tous les ponts de leur ville sans jamais emprunter deux fois le même chemin. Le mathématicien Leonhard Euler examina le problème, en démontra l'impossibilité, et fonda la topologie, nouvelle discipline de mathématiques. Ce problème est dénommé problème des sept ponts de Königsberg. Ce type de problème présente encore aujourd'hui un intérêt mathématique en lien avec la théorie des graphes.

## Les problèmes

### La traversée nocturne
C'est la nuit noire et 4 personnes (Alex, Bob, Carla et Dom) se trouvent bloquées sur une des berges de la rivière où se trouve un pont suspendu. Nos aventuriers sont équipés d'une seule torche. Par ailleurs, on sait qu'Alex met 1 minute pour traverser le pont, Bob en met 2, Carla 5 et Dom 10. Pour traverser le pont, ils sont obligés de s'équiper de la torche et le pont supporte au maximum deux personnes. De plus, si deux personnes traversent le pont en même temps, elles iront au rythme de la personne la plus lente. Quelle est, selon vous, la méthode la plus rapide pour traverser le pont, ?

### Le détachement
Un détachement de soldats arrive devant une rivière. Le pont a sauté, et le courant est trop fort pour que l'on s'y risque à la nage. Le capitaine réfléchit, et aperçoit un petit bateau manœuvré par deux garçons. Il le réquisitionne, mais s'aperçoit que le bateau est juste assez grand pour un seul soldat ou deux enfants, trop petit pour un soldat et un enfant. Le capitaine, cependant, trouve une solution. Laquelle ?

### Le loup, la chèvre et le chou
Un fermier doit passer la rivière dans une barque juste assez grande pour lui et un loup, ou lui et une chèvre, ou lui et un chou. Le chou sera mangé s'il le laisse seul avec la chèvre, et la chèvre sera mangée s'il la laisse seule avec le loup. Comment faire passer tout ce monde sans dégâts ?

### Le loup, la chèvre et le chou, variante
Lulu doit faire passer le chou, la chèvre, le loup, le bâton et le feu de l'autre côté de la rivière.
Mais il n'a que trois places sur son bateau !
De plus, si la chèvre et le chou sont ensemble sur une rive quand Lulu s'éloigne, la chèvre mange le chou.
Si le loup et la chèvre sont ensemble quand Lulu s'éloigne, le loup mange la chèvre.
Si le bâton et le loup sont ensemble quand Lulu s'éloigne, le bâton bat le loup.
Si le feu et le bâton sont ensemble quand Lulu s'éloigne, le feu brûle le bâton !!!

### Le lombric, le millepattes et la sauterelle
Un lombric de 50 g, un millepatte de 30 g et une sauterelle de 20 g veulent passer la rivière. À leur disposition, une feuille d'arbre qui ne peut porter au maximum que 60 g. Comment vont-ils y parvenir ?

### Les quatre couples
Quatre couples sont tout juste fiancés : Annie avec Armand, Béatrice avec Bernard, Caroline avec Charles, et Delphine avec Denis. Ils veulent pique-niquer de l'autre côté de la rivière. Ils peuvent louer une barque, mais qui ne peut pas prendre plus de 2 personnes à la fois. Les hommes sont d'une jalousie terrible, et aucun ne veut laisser sa fiancée en compagnie d'un autre homme même en public, à moins que lui-même ne soit présent. Armand ne souffrira pas de voir Annie avec Bernard en son absence. Il y a au milieu de la rivière une île qui peut servir d'étape pendant la traversée. Le problème est de savoir comment traverser la rivière par le nombre minimum d'allées et venues. Aller de la rive à l'île ou de l'île à la rive compte pour un voyage, de même que d'aller d'une rive à l'autre. Tout le monde sait ramer. La seule contrainte provient de la jalousie des hommes : aucun d'eux ne peut prendre le bateau lorsqu'une femme autre que sa fiancée est seule soit sur l'île, soit sur l'autre rive, même s'il a une autre destination. 17 voyages suffisent.